# Puah Rakovsky
Puah Rakovsky (1865 - 1955) née à Białystok en Pologne et décédée en Israël est une révolutionnaire. 
Éduquée dans la tradition juive, plurilingue (yiddish, russe, polonais, allemand et français), elle reprend des études à 20 ans alors qu'elle est mariée et mère de deux enfants. À l'obtention de son diplôme, elle obtient le divorce. Elle ouvre ensuite une école pour fille d'enseignement en hébreu à Łomża puis à Varsovie. Elle était sioniste et a adhéré au mouvement Hibat Tzion (חיבת ציון) (Amants de Sion) à Varsovie. Elle crée ensuite Bnos Tziyon (filles de Sion) dont le but est de promouvoir l'éducation et la formation des femmes.

### De Puah Rakovsky
- Di yidishe froy, Varsovie, 1918 ;
- Di moderne froyen-bavegung, Varsovie, 1928 ;
- Lo Nikhnati, traduit et abrégé par David Kalai, Tel Aviv, 1951 ;
- Zikhroynes fun a yidisher revolutsionerin, Buenos Aires, 1954 ; traduit en français avec une préface de Yitshok Niborski, éd. Phébus, 2006, collection Vif/Sujet,  (ISBN 2752902123) Présentation sur le site de l'Alliance française. Déjà traduit en anglais : My Life as a Radical Jewish Woman: Memoirs of a Zionist Feminist in Poland, édité, annoté avec une introduction par Paula E. Hyman, traduit par Barbara Harshav avec Paula E. Hyman, Bloomington, Indiana, 2001.
- Meine leiben (Ma vie), Lev Trotski, Traduction en Yddish Farlag Biblion, Varsovie 1930.

### Sur Puah Rakovsky
- Ben-Avigdor, “Rabbi Shifra,” in Sifrei Agora, vol 1. Varsovie, 1893 (roman dont l'héroïne est inspirée de Puah Rakovsky);
- Leksikon fun der yidisher literatur, prese, un filologye, éd. Zalmen Rayzen. Vilna, 1929, 4: col. 247–49;
- Leksikon fun der nayer yidisher literatur, éd. Samuel Niger et Jacob Shatzky, New York, 1981, 8: col. 404–05;
- Kalai, David, “The Anniversary of a Woman Rebel,” (Heb.), "Devar ha-Po’elet" (1945), traduit et abrégé dans The Pioneer Woman, no. 117 (juin 1946): 2–4;
- Glatstein, Jacob, “Memoirs of a Jewish Revolutionary,” (Yiddish), 177–183, in Sum and Substance, Buenos Aires, 1960;
- Smiatitska, N. “The Organization of Women Zionists,” in Encyclopedia of Diasporas (Heb.), éd. Y. Grünbaum, vol. 6, partie 2 Jérusalem / Tel-Aviv, 1959, col. 213–18;
- Rosenthal-Shneiderman, Esther, Af Vegn un Umvegn, Tel-Aviv, 1974, p. 289–91;
- Parush, Iris, Reading Women: The Benefit of Marginality in Nineteenth Century Eastern European Jewish Society (Heb.), Tel-Aviv, 2001, 58–61.